# كرسي وايسلي

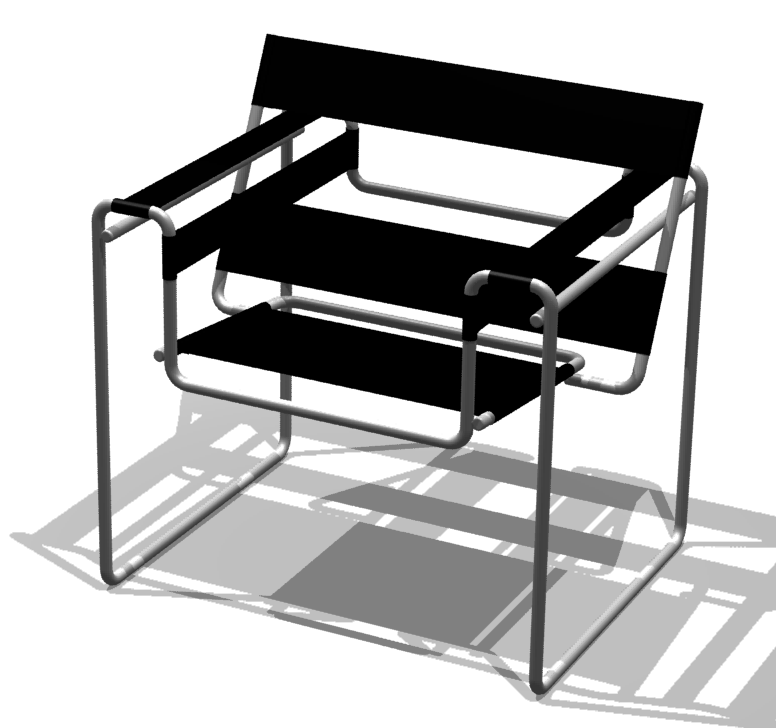
كرسي فاسيلي من تصميم مارسيل بروير

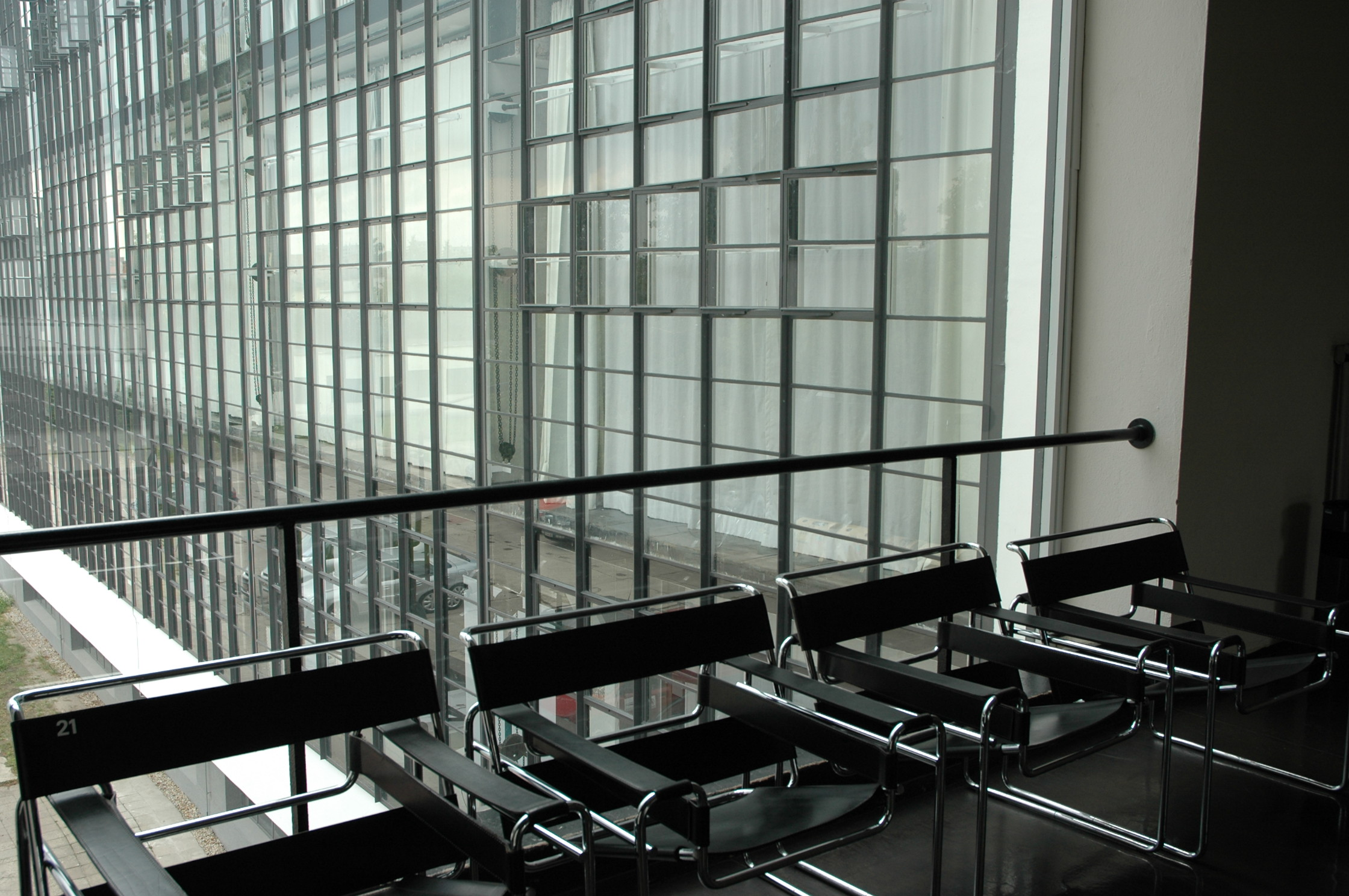
كرسي فاسيلي في مقر أكاديمية باوهاوس في ديساو بألمانيا

كرسي فايسلي (The كرسي وايسلي)تم تصميم كرسي فاسيلي، المعروف أيضا باسم كرسي نموذج B3من قبل مارسيل بروير في 1925-1926 عندما كان رئيس ورشة العمل في الباوهاوس في ديساو، ألمانيا. على الرغم من الاعتقاد الشائع انه لم يتم تصميم الكرسي للرسام فاسيلي كاندينسكي، الذي كان في نفس الوقت واحد في هيئة التدريس في الباوهاوس. ومع ذلك، كاندينسكي أعجب بالتصميم المكمل، وبروير ملفقة نسخة مكررة لأرباع كاندينسكي الشخصية. أصبح الكرسي معروف باسم «فاسيلي» بعد عقود من الزمن، عندما كان ذلك إعادة إصدارها من قبل الشركة المصنعة للإيطالي يدعى GAVINA الذين تعلموا من الاتصال كاندينسكي القصصية في سياق أبحاثها على أصول الكرسي.